# دوين كارتر
دوين كارتر (بالإنجليزية: Duane Carter)‏ هو سائق سيارة سباق أمريكي، ولد في 5 مايو 1913 في فريسنو في الولايات المتحدة، وتوفي في 7 مايو 1993 في إنديانابوليس في الولايات المتحدة.